# Stanisław Koniecpolski

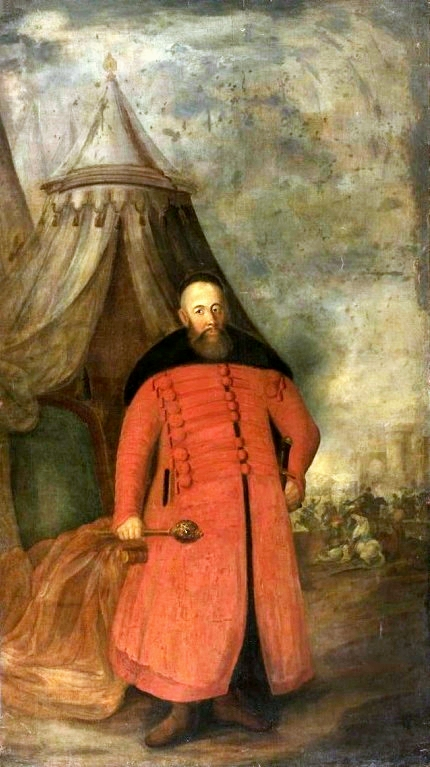
Stanisław Koniecpolski ok. 1640 r.

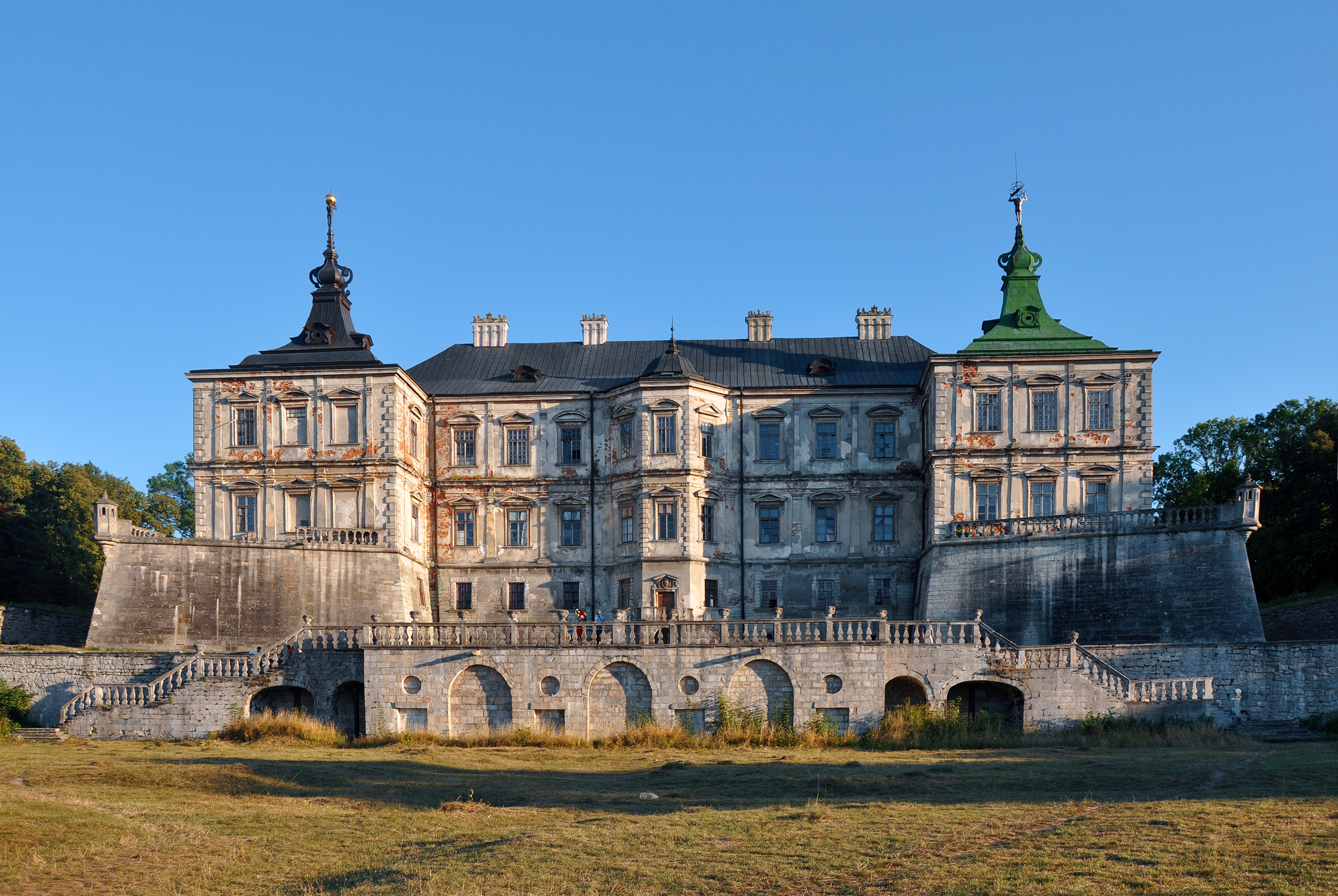
Pałac w Podhorcach z lat 1637-1641 pod Brodami

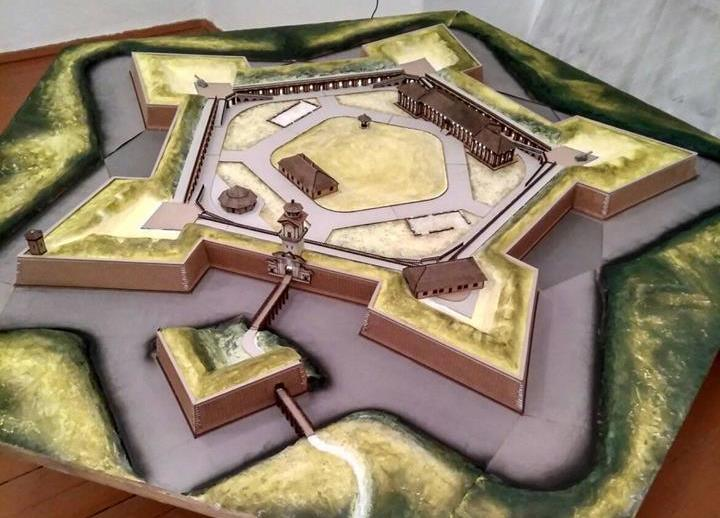
Cytadela bastionowa w Brodach

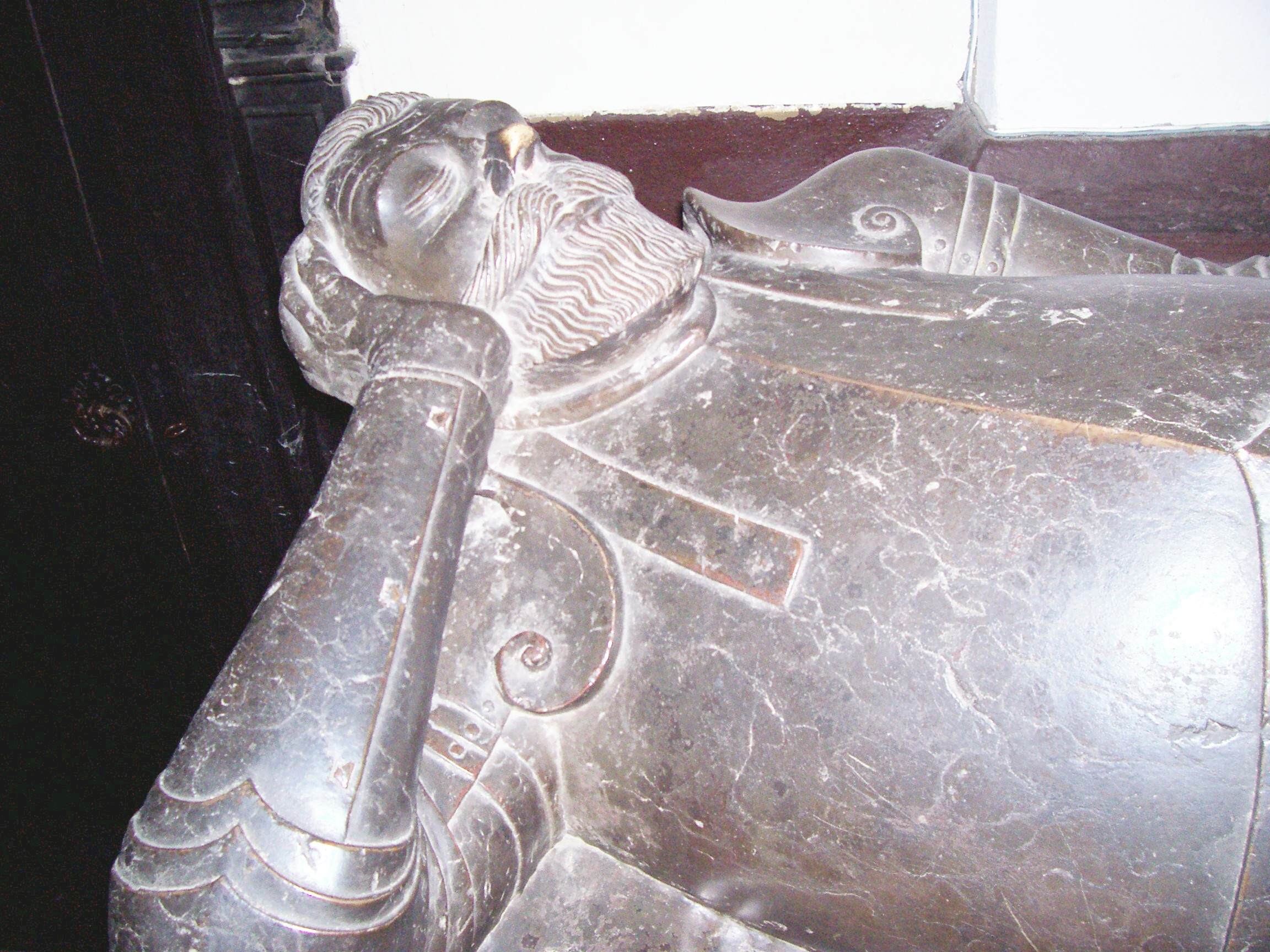
Nagrobek hetmana Koniecpolskiego w kościele w Koniecpolu koło Częstochowy

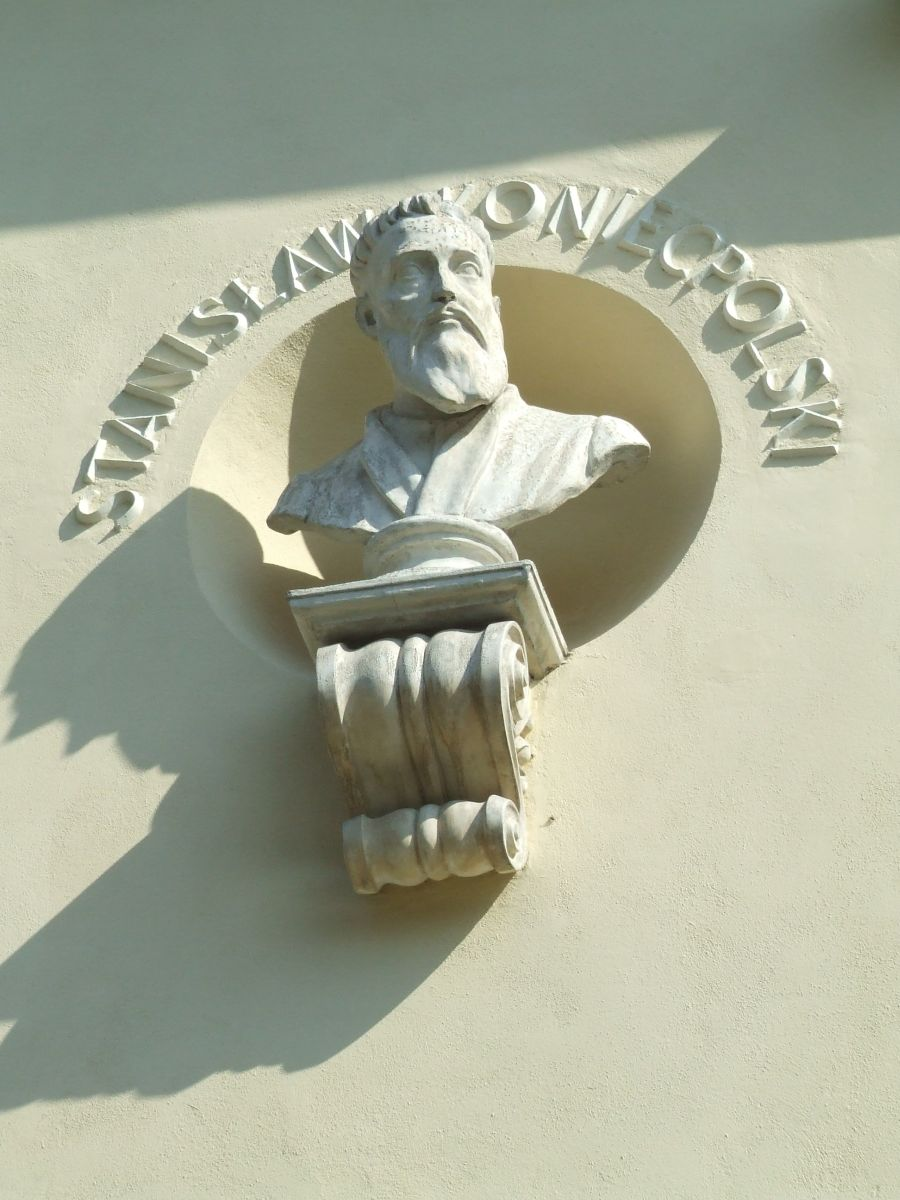
Popiersie na Pałacu Ursynowskim

Stanisław Koniecpolski herbu Pobóg (ur. 9 lutego 1591 w Koniecpolu, zm. 11 marca 1646 w Brodach) – starosta wieluński od 1607 i żarnowiecki od 1611, hetman polny koronny od 1618, a także barski od 1623 i bytowski od 1638 roku, wojewoda sandomierski od 1625, hetman wielki koronny od 1632, kasztelan krakowski od 1633, książę Świętego Cesarstwa Rzymskiego od 1637, starosta buski, perejasławski, płoskirowski, stryjski i kowelski, starosta szczurowiecki w 1635 roku, starosta babimojski w 1617 roku, pułkownik wojska powiatowego województwa sandomierskiego w 1632 roku.
Jako senator wziął udział w sejmach: 1626 (II), 1627, 1629 (I), 1629 (II), 1631, 1632 (I), 1632 (II), 1632 (III), 1635 (I), 1637 (I), 1637 (II), 1638, 1639, 1640, 1642, 1643, 1645 roku. Poseł województwa sieradzkiego i ziemi wieluńskiej na sejm zwyczajny 1613 roku. Poseł na sejm 1624 i 1625 roku z województwa podolskiego.
Syn wojewody sieradzkiego Aleksandra. Jeden z największych wodzów I Rzeczypospolitej oraz jeden z najbogatszych magnatów kresowych. Zwycięzca spod Martynowa (1624), Hamersztynu (1627), Trzciany (1629), Ochmatowa (1644).
Według spisanej w 1635 r. relacji Karola Ogiera, członka francuskiego poselstwa mającego na celu doprowadzić do pokoju Rzeczypospolitej ze Szwecją, Koniecpolski ogromną odznacza się i niefrasobliwą pobożnością i na sztandarze swym ma wizerunek Najświętszej Panny. Cały tchnie myślą o rozgromieniu niewiernych narodów, z którymi często walczył. (...) Ogromna jest jego potęga w Rzeczypospolitej i największa po potędze króla, od którego raz ustanowiony, nie może być już z godności złożony. (...) Oprócz tego jest kasztelanem krakowskim, dzięki któremu to tytułowi jest pierwszym między świeckimi senatorami Rzeczypospolitej, albowiem arcybiskupi i biskupi idą przed świeckimi.... Nieco powagi i dostojeństwa odbierała mu za to wada wymowy – w chwilach zdenerwowania mocno się jąkał, nie potrafił wypowiedzieć niektórych słów. Mawiano stąd, iż Pan Stanisław wprzód uderzy, nim wypowie.

## Życiorys

### Początki kariery wojskowej
Był jednym z dziewięciorga dzieci Aleksandra Koniecpolskiego i Anny, z domu Sroczyckiej. Po ojcu był potomkiem Zawiszy Czarnego. Mając jedenaście lat rozpoczął naukę w Akademii Krakowskiej. W 1606 uczestniczył w zjeździe szlachty rokoszowej w Stężycy. Wkrótce został starostą wieluńskim, po czym na dwa lata trafił na dwór królewski.
Uczestnik wojny polsko-rosyjskiej 1609–1618. W 1610 jako rotmistrz, a potem pułkownik, brał udział w wyprawie na Smoleńsk i bitwie pod Kłuszynem. Dowodził prawym skrzydłem wojsk Chodkiewicza w bitwach na przedpolach Moskwy 12 października 1611 i 3 września 1612 roku. W 1613 roku znalazł się na Ukrainie w szeregach wojska kwarcianego. Rok później brał udział w walkach ze zbuntowanym wojskiem powracającym z wypraw moskiewskich. 17 maja 1614 roku pobił konfederatów wraz z synem hetmana Stanisława Żółkiewskiego Janem pod Rohatynem. W lutym 1615 roku wziął ślub z najmłodszą córką Żółkiewskiego – Katarzyną (która zmarła 18 miesięcy później podczas porodu), krótko po tym został podstolim koronnym. W tym roku nieskutecznie ścigał Tatarów, którzy spustoszyli część Podola. We wrześniu 1617 roku jako jeden z komisarzy brał udział w rozmowach pokojowych z Iskanderem paszą w wyniku których Mołdawia i Siedmiogród przeszły pod protektorat Turcji. W październiku tego samego roku uczestniczył w pertraktacjach z Kozakami.

### Hetman polny koronny
W 1633 roku wszedł w skład komisji do wojny z Moskwą i organizacji wojska.
Buławę polną koronną Stanisław Koniecpolski otrzymał w kwietniu 1618 roku dzięki protekcji hetmana wielkiego koronnego Stanisława Żółkiewskiego, który postanowił uczynić z Koniecpolskiego swego następcę. Nikt w dziejach Rzeczypospolitej nie sięgnął po ten urząd w tak młodym wieku. W sierpniu tego roku wespół z hetmanem Żółkiewskim rozbił obóz pod Oryninem w celu poskromienia najazdu tatarskiego. Na czele kilku rot ruszył w pościg za Tatarami gdy ci obeszli obóz i pognali na północ. Dysponując słabszymi liczebnie oddziałami został pobity sam ledwo uchodząc z życiem. W październiku 1619 roku uczestniczył w rozmowach z Kozakami nad Rastawicą w wyniku których zwiększono rejestr do 3000 ludzi. Prowadził przygotowania (koncentracje wojsk, zbieranie prowiantu i broni) do wojennej wyprawy na Turcję.
W 1620 w przegranej bitwie pod Cecorą dowodził prawym skrzydłem armii. Czynnie starał się poskromić narastające niezdyscyplinowanie w wojsku podczas odwrotu spod Cecory. W samym jego finale był jednym z kilkunastu żołnierzy towarzyszących Żółkiewskiemu do końca. Tuż przy granicy z Rzecząpospolitą został zdradzony przez mołdawskiego przewodnika i wzięty do niewoli tureckiej. Przetrzymywany był w Zamku Siedmiu Wież (Yedikule) w  Konstantynopolu  (Stambule),  gdzie jako dostojnik korzystał z przywilejów. W 1623 wykupiony z niewoli przez poselstwo polskie. Do uwolnienia Koniecpolskiego przyczynił się w głównej mierze jego dotychczasowy wróg polityczny Krzysztof Zbaraski. Po powrocie do kraju jeszcze w tym samym roku uczestniczył w obronie Trembowli (lipiec) i starciach z Kozakami. 20 czerwca 1624 odniósł wspaniałe zwycięstwo nad Tatarami Kantymira Murzy pod Martynowem niedaleko Halicza. Wroga doszczętnie rozbito – w nagrodę Sejm obdarował Koniecpolskiego 30 tys. zł, król zaś nadał mu godność wojewody sandomierskiego. 6 listopada 1625 narzucił kozakom ordynację kurukowską, ograniczającą liczbę rejestru kozackiego do 6000 ludzi. W przeciwieństwie do Żółkiewskiego, odnosił się do Kozaków – podobnie jak większość magnaterii i szlachty – z nieskrywaną pogardą. Po latach zaś walk na Ukrainie budził tam nienawiść, połączoną jednak z pewnego rodzaju szacunkiem.
W latach 1626–1629 dowodził wojskami polskimi broniącymi Prus Królewskich przed Szwedami dowodzonymi przez Gustawa Adolfa. W kwietniu 1627 odniósł zwycięstwo z zaciągami meklemburskimi Gustawa Adolfa w bitwie pod Hamersztynem (Czarnem) oraz zdobył Puck i Gniew. Pobił 27 czerwca 1629 Gustawa Adolfa w bitwie pod Trzcianą. Po traktacie w Altmarku (1629) powrócił na Ukrainę, gdzie stłumił w 1630 powstanie kozackie, któremu przewodził Taras Fedorowicz. Krótko po uspokojeniu Zadniestrza otrzymał wakującą od 12 lat buławę wielką, a zaraz po niej godność kasztelana krakowskiego.
Był elektorem Władysława IV Wazy z województwa sandomierskiego w 1632 roku.

### Hetman wielki koronny
W 1633 działał na froncie południowym, strzegąc granic państwa przed inwazją turecko-tatarską. W trakcie tej kampanii odniósł m.in. zwycięstwa w bitwie pod Sasowym Rogiem, zaś w dniach 20–23 października tego roku ok. 11 tysięcy żołnierzy polskich pod jego dowództwem odpierało szturmy ok. 20 tys. żołnierzy Abazy paszy na polski obóz warowny pod Kamieńcem Podolskim, jednak po przegranej przez siebie bitwie pod tym miastem dnia 22 października Abazy pasza pomaszerował pod Studzienicę, zaś po jej zdobyciu i zniszczeniu odszedł w granice Turcji, gdzie, z pomocą hospodara mołdawskiego i wołoskiego, zawarł pokój z Rzecząpospolitą.
W 1634 roku wyznaczony na sejmie komisarzem z Senatu do zapłaty wojsku.
W 1643 wydał artykuły wojskowe zatytułowane Punkta artykułów.
30 stycznia 1644 pokonał Tatarów w bitwie pod Ochmatowem, z pomocą wojsk księcia Jeremiego Wiśniowieckiego.
Hetman zmarł 11 marca 1646 w Brodach. Przyczyną zgonu była prawdopodobnie choroba nerek, pamiątka po tureckiej niewoli, choć źródła wskazują także na... przedawkowanie afrodyzjaku. Na wieść o śmierci Koniecpolskiego hospodar mołdawski Bazyli Lupu miał rzec: Wy, Polacy, nie wiecie jeszcze coście stracili, ale nie miną dwa, a najdalej trzy lata, kiedy nie tylko wy, ale i całe chrześcijaństwo żałować będzie straty tak wielkiego senatora i hetmana.
Był to bogaty magnat polski z ogromnymi posiadłościami na Kresach Wschodnich. Przyczynił się do rozbudowy infrastruktury na jej terenie, dbając o rozwój gospodarczy swoich dóbr, w których założył m.in. manufakturę jedwabną, jego dochody wynosiły blisko 500 000 złotych rocznie. Duże zyski czerpał ze stawów i hodowli ryb.
Jego główna rezydencja to Brody, gdzie w 1633 roku wzniósł twierdzę typu holenderskiego, a także rozbudował i ufortyfikował całe miasto. Wzniósł także pałac w Podhorcach, także z fortyfikacjami i dodatkowo otoczony ogrodami włoskimi, oraz pałac w Warszawie, obecny Pałac Prezydencki. Wszechstronnie wykształcony, przez historyków wojskowości uważany za bodaj najwybitniejszego przedstawiciela polskiej sztuki wojennej XVII w. Został wyróżniony wraz z synem Aleksandrem w roku 1637 przez cesarza Ferdynanda III tytułem księcia Świętego Cesarstwa Rzymskiego.

## Ocena
Uznawany za jednego z najwybitniejszych wodzów w historii Polski i znakomitego dowódcę jazdy. Potrafił świetnie stosować działania szeroką strażą przednią, by przytrzymać i rozbić nieprzyjaciela w dogodnym dla siebie terenie. Najlepszym tego przykładem były bitwy pod Martynowem i pod Czarnem. Prowadząc błyskawiczne marsze komunikiem, potrafił skoncentrować kilka grup w jednym miejscu i czasie (bitwa pod Czarnem). Pod Trzcianą pokazał, jak zaskoczyć nieprzyjaciela w marszu i zniszczyć go częściami. Pod Martynowem zademonstrował, jak należy toczyć bitwę zaczepno-odporną w oparciu o tabor. Doceniał rosnącą siłę ognia i z tego powodu dążył do zwiększenia ilości piechoty w armii koronnej. Przyczynił się do wprowadzenia dragonii. W bitwie pod Paniowcami pokazał, jak wykorzystać ogień piechoty i dragonii dla powstrzymania nieprzyjaciela. Choć wychowany na kresach, był gorącym zwolennikiem budowy floty wojennej. Szeroko popierał budowę nowoczesnych fortyfikacji ziemnych na wzór holenderski. Był panem 170 miast i miasteczek oraz 740 wsi, starostą, kasztelanem, wojewodą i faktycznym wicekrólem Ukrainy. Potomni zaliczyli Hetmana Stanisława Koniecpolskiego do wybitnych postaci I Rzeczypospolitej.